# Savez ujedinjenih velikih loža Srbije
Savez ujedinjenih velikih loža Srbije (srp. Савез уједињених великих ложа Србије), skraćeno SUVLS ili Savez UVLS, je tradicionalna slobodnozidarska velika loža u Srbiji. Osnovana je 2015. godine nakon raskola u Ujedinjenim velikim ložama Srbije tako da često koristi naziv Ujedinjene velike lože Srbije (UVLS).

## Povijest
Ujedinjene velike lože Srbije ulaze u veliku krizu u svibnju 2015. godine kada dolazi do smjene velikog majstora. Nakon toga ovu veliku ložu napušta dio članova koji 7. prosinca 2015. godine u Beogradu osnivaju Savez ujedinjenih velikih loža Srbije. Njima se priključio i dio članova udruge "Regularna velika loža Srbije, Beograd".
Ova velika loža je u lipnju 2017. godine u suradnji s Poštom Srbije otisnula prvu slobodnozidarsku poštansku marku povodom 300. obljetnice uspostave modernog slobodnog zidarstva (1717. – 2017.).
Ova velika loža je 2018. godine uspostavila svoju slobodnozidarsku knjižnicu koja je postala dio službenog knjižnično-informacijskog sustava Srbije, a prethodno je bila i članica međunarodne udruge Masonskih knjižnica i muzeja (Masonic Library and Museum Association, MLMA).
U studenom 2018. godine članovi su na Dan primirja u Prvom svjetskom ratu odali počast stradalima.

## Ustroj
Sjedište Saveza ujedinjenih velikih loža Srbije je u Beogradu.
Velika loža je izdavala časopis Neimar.

### Lože
Godine 2020. u sastavu ove velike lože nalazilo se 15 masonskih loža, od toga devet u Beogradu, dvije u Novom Sadu, te po jedna u Kruševcu, Nišu, Somboru i Zrenjaninu:
- Loža "Pobratim" (Ложа "Побратим"), Beograd – nosi naziv po beogradskoj loži utemeljenoj 1891. godine.
- Loža "Hram" (Ложа "Храм"), Beograd – nosi naziv po masonskom hramu.
- Loža "Dunav" (Ложа "Дунав"), Novi Sad – nosi naziv po rijeci Dunav.
- Loža "Šumadija" (Ложа "Свјетлост Балкана"), Beograd – nosi naziv po beogradskoj loži utemeljenoj 1910. godine.
- Loža "Srce Srbije" (Ложа "Срце Србије"), Kruševac
- Loža "Pravda" (Ложа "Правда"), Beograd
- Loža "Banat" (Ложа "Банат"), Zrenjanin – nosi naziv po pančevačkoj loži utemeljenoj 1937. godine kao i po regiji Banat.
- Loža "Budućnost" (Ложа "Будућност"), Sombor – nosi naziv po somborskoj loži utemeljenoj 1908. godine.
- Loža "Mihajlo Pupin" (Ложа "Михајло Пупин"), Beograd – nosi naziv po znanstveniku i masonu Mihajlu Pupinu.
- Loža "Sloga, rad i postojanstvo" (Ложа "Слога, рад и постојанство"), Beograd – nosila naziv po beogradskoj loži utemeljenoj 1883. godine.
- Loža "Panonija" (Ложа "Панонија"), Novi Sad – nosi naziv po antičkom području Panonija.
- Loža "Maksimilijan Vrhovac" (Ложа "Максимилијан Врховац"), Beograd – nosi naziv po zagrebačkom biskupu i masonu Maksimilijanu Vrhovcu, kao i po zagrebačkoj loži utemeljenoj 1913. godine.
- Loža "Istina" (Ложа "Истина"), Beograd – nosi naziv po beogradskoj loži utemeljenoj 1920. godine.
- Loža "Svjetlost" (Ложа "Свјетлост"), Beograd
- Loža "Konstantin" (Ложа "Константин"), Niš – nosi naziv po rimskom caru Konstantinu I. Velikom.

U okviru ove velike lože radile su i
- Loža "Morava" (Ложа "Морава"), Ćuprija – nosila naziv po rijeci Morava.
- Loža "Srce Timočko" (Ложа "Срце Тимочко"), Zaječar – nosila naziv po rijeci Timok.

### Uprava
Savezom ujedinjenih velikih loža Srbije upravlja veliki majstor koji se bira na trogodišnje razdoblje. Dosadašnji veliki majstori su:
1. Petar Radonjanin (2015. – 2018.)[a]

### Obred
Velika loža upravlja simboličkim stupnjevima plave lože (učenik, pomoćnik i majstor) i delegira upravljanje visokim stupnjevima na dodatna tijela i redove.